# Kettenbrief
Ein Kettenbrief ist eine Nachricht, die heutzutage meist über soziale Netzwerke (meist WhatsApp, seltener Facebook, Twitter, Instagram (Direct), Kik Messenger), seltener E-Mail und, als zunehmend seltene Variante, Post verbreitet wird. Man wird aufgefordert, den Brief zu kopieren und an mehrere weitere Empfänger zu versenden. Teilweise wird mit obskuren oder dramatischen Folgen gedroht, wenn man einen Weiterversand nicht vornimmt und damit die Kette unterbricht. Wer hingegen derartige Briefe weiterschickt, dem werden oft große Belohnungen versprochen. Mitunter werden Empfänger auch subtil unter moralischen Druck gesetzt, die Nachricht weiterzuleiten.
Kettenbriefe sind mindestens seit Ende des 19. Jahrhunderts in Amerika und England nachweisbar, wobei bereits der Schneeballeffekt beschrieben und daher im deutschsprachigen Raum neben Kettenbrief auch von „Schneeballenbrief“ die Rede war.
Kettenbriefe dienen unterschiedlichen Zwecken:
- Mitteilungen zu verbreiten, zum Beispiel Spendenaufruf, falsche Viruswarnungen, religiöse oder politische Texte
- E-Mail-Adressen zu sammeln (Spam, Phishing)
- In-Gang-Setzen und -Halten von Spielen
- Betrugsversuche (Make Money Fast)
- Störung von Kommunikationsdiensten (z. B. E-Mail)
- Belästigung von Einrichtungen oder Personen (Stalking, Mobbing)
- Schleichwerbung

Vorherige Punkte und den enormen Variantenreichtum berücksichtigend, kann folgende Einteilung für Kettenbriefe vorgeschlagen werden, welche sich auch in der Studie Copy and Paste findet:
- Magisch-religiöse Kettenbriefe (Himmelsbriefe und religiöse Kettenbriefe)
- Profane Kettenbriefe (Glückskettenbriefe, Geldkettenbriefe, Politische Kettenbriefe, Mitleidkettenbriefe)
- Kritik, Verbot, Persiflage – parodistische, humoristische und ludutive Kettenbriefe (Witzkettenbriefe, Antikettenbriefe, Phishing- und Spammails, auch Glücksbrot usw.)[2]

Vor dem Internet-Zeitalter wurden Kettenbriefe hauptsächlich mit der Post verschickt. Beschwerden über Kettenbriefe wurden bereits im Jahr 1926 veröffentlicht. Im Internet-Zeitalter geschieht der Versand überwiegend per sozialem Netzwerk (siehe Einleitung) oder E-Mail. Prinzipiell ist jedes Medium für die Verteilung von Kettenbriefen geeignet, wenn es einen Absender, einen Empfänger sowie die Möglichkeit des Versands von Nachrichten an mehrere andere Personen gibt. So wurden zum Beispiel auch in Communitys schon Kettenmails beobachtet. Maßgeblich für die Definition des Kettenbriefes ist aus diesem Grund weniger sein Übertragungsmedium, sondern der Inhalt der Nachricht.
Kettenbriefe sind typischerweise an einer direkten oder indirekten Aufforderung in der Nachricht, diese an mehrere Empfänger weiterzuverteilen, zu erkennen, meist im Zusammenhang mit Versprechungen, mitleidserregenden Geschichten oder Drohungen.
Kettenbriefe nutzen die Wirkweise des Schneeballsystems zur Verbreitung. Viele, häufig unerfahrene Nutzer, hoffen auf die versprochenen Gewinne oder Resultate durch den Versand eines Kettenbriefes. Dies gilt insbesondere dann, wenn die Weiterverbreitung mit der Aufforderung verbunden ist, Geld oder Geschenke zu verschicken. Bei per Post versendeten Kettenbriefen war beispielsweise eine Liste mit Adressen angefügt. Der Empfänger sollte dann an die erste dieser Adressen einen bestimmten Geldbetrag schicken, sie vor der Weiterverbreitung streichen und stattdessen seine eigene Adresse am Ende der Liste hinzufügen. Dadurch wurde die Hoffnung erweckt, im Laufe der Zeit würde die eigene Adresse an die erste Stelle rücken und somit der betreffende Geldbetrag, durch die Weiterverbreitung des Kettenbriefs vervielfacht, dem Verbreiter selbst zugutekommen.
Das Veranstalten und Verbreiten von Pyramidenspielen und Kettenbriefen ist in Österreich strafrechtlich verboten, wobei der Strafrahmen bis zu 6 Monaten beträgt. Wurden viele Personen geschädigt, kann der Strafrahmen sogar bis zu drei Jahren Haft betragen.
Eine bei Schulkindern beliebte und legale Variante war, dass an die erste Adresse eine Ansichtskarte zu senden war, wodurch man nach einigen Runden eine große Anzahl von Karten aus aller Welt erhalten sollte.
Kettenbriefe können auch indirekt zur Belästigung von Personen eingesetzt werden. Hier wird in dem Kettenbrief meist ein Hilfegesuch, etwa eine Telefonnummer angegeben. Die Opfer hinter dieser Telefonnummer erhalten dann dutzende Telefonanrufe täglich von Empfängern des Kettenbriefes.
Durch die exponentiell ansteigende Masse von Nachrichten (E-Mails) werden Kommunikationssysteme sehr stark belastet. Wenn etwa ein Anwender einen Kettenbrief erhält und ihn an zehn weitere Personen weiterleitet, die ihn wiederum an je zehn Personen weiterleiten, dann ist nach dem fünften Empfänger schon ein theoretisches Nachrichtenaufkommen von 100.000 Nachrichten erreicht. Netzbetreiber sprechen daher im Allgemeinen die deutliche Empfehlung aus, eine Kettenbriefnachricht nicht weiterzuleiten und mit eventuell genannten Ansprechpartnern keinen Kontakt aufzunehmen, auch wenn es sich auf den ersten Blick scheinbar um eine „gute Sache“ (z. B. Spendenaufruf) handelt.
Eine Sonderform des Kettenbriefes als E-Mail mit vorgeblichen Warnungen, zum Beispiel vor Computerviren, stellt auch der sogenannte Hoax dar.
Etwa ab Mitte 2014 kursierte die ALS Ice Bucket Challenge, die wegen der Aufforderung („Nominierung“) zum Nachmachen eine spezielle Variante eines Kettenbriefes ist.